# Youcef Zighoud
Dans ce nom, le nom de famille précède le nom personnel.
Youcef Zighoud (en arabe : يوسف زيغود, en berbère : ⵢⵓⵙⴼ ⵣⵉⵖⵓⴷ), né le 18 février 1921 dans le village Smendou (au nord-est de Constantine) et mort à Sidi Mezghiche le 23 septembre 1956 dans un accrochage avec l'armée française, est un responsable du FLN combattant pendant la guerre d'Algérie dans le Nord-Constantinois. Il est mort au combat.
Son village de naissance porte aujourd'hui son nom ainsi que le boulevard Zighoud-Youcef à Alger.

## Biographie

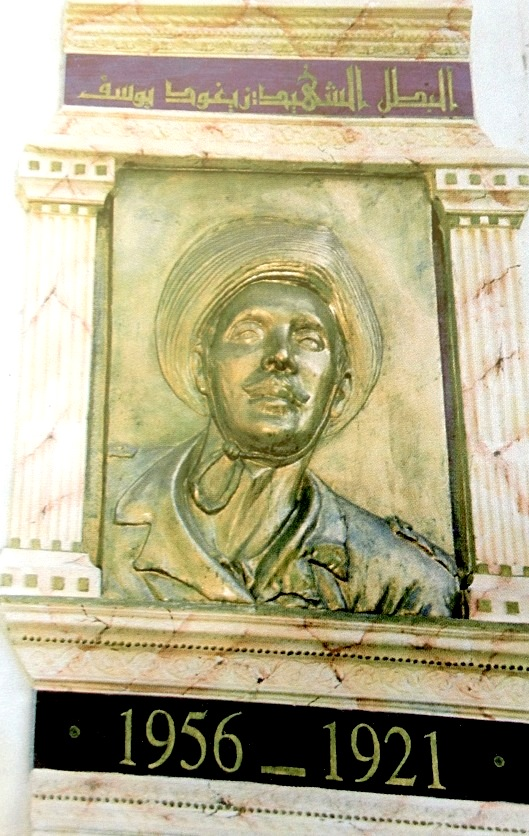
Le mémorial Zighoud Youcef à Skikda.

Jeune, il fréquente l'école coranique en parallèle des cours qu'il suit à l’école primaire française. Après avoir obtenu le certificat d’études primaires en langue française, il quitte l’école en raison notamment de la limitation qu’imposaient les autorités coloniales françaises aux enfants musulmans.
Youcef Zighoud a adhéré dès l’âge de 17 ans au Parti du peuple algérien (PPA) dont il fut, en 1938, le premier responsable à Smendou. Élu du Mouvement pour le triomphe des libertés démocratiques (MTLD) en 1947, il fait partie de l'Organisation Spéciale (OS) qui doit préparer les conditions nécessaires à la lutte armée, après que l'échec de la voie pacifique fut devenu flagrant. Arrêté en 1950 lors de la découverte de l'OS par la police coloniale et incarcéré à la prison d'Annaba, il s'en évade en avril 1954et rentre dans la clandestinité pour s'engager dans l'action militante du Comité révolutionnaire d'unité et d'action (CRUA) dès sa création, et participe à la réunion du CRUA le 25 juillet 1954 dans une modeste villa du Clos Salambier appartenant à Lyès Deriche.
Le 1er novembre 1954, il est aux côtés de Didouche Mourad, responsable du Nord-Constantinois qui deviendra la Wilaya II de l'Armée de libération nationale (ALN). Youcef Zighoud participe avec Mourad, le 18 janvier 1955, à la bataille d'Oued Boukerker à l'issue de laquelle Didouche Mourad trouve la mort. Youcef Zighoud le remplace à la tête de la Wilaya II.
C'est dans cette fonction qu'il organise et dirige la fameuse offensive du 20 août 1955. Il ordonne alors de massacrer n’importe quels civils européens sans distinction, afin de provoquer une répression démesurée qui créerait un désir de vengeance irrépressible. Les massacres du Constantinois sont fermement condamnés par le reste de la direction du FLN. Le total des morts atteint 119 Européens, une cinquantaine dans les forces de l'ordre et au moins 42 musulmans. Du côté des insurgés, il y a entre trois et cinq mille morts.
Un an jour pour jour après cette offensive, le 20 août 1956, a lieu le Congrès de la Soummam qui met définitivement en place les structures organiques et politiques de la Révolution de Novembre.
Youcef Zighoud, qui en est l'un des promoteurs, y est nommé membre du conseil national de la Révolution algérienne (CNRA), élevé au grade de colonel de l'ALN et confirmé comme commandant de la Wilaya II.
Peu après, il regagne son poste de combat et commence à mettre en pratique les décisions du Congrès. C'est au cours d'une tournée d'explication et d'organisation dans les unités placées sous son autorité que Youcef Zighoud tombe dans une embuscade  à Sidi Mezghiche (wilaya de Skikda) le 25 septembre 1956, à l'âge de 35 ans.